# Amphibisch
Als amphibisch (griechisch amphi „beide“, „doppelt“, bios „Leben“) bezeichnet man Lebewesen, die sowohl im Wasser als auch auf dem Land leben.
Beispiele für amphibische Lebewesen sind
- Amphibien, z. B. Frösche und Molche
- Biber
- Schnabeltiere
- Wasserspitzmäuse
- Schlammspringer

Auch bei Sumpfpflanzen findet die Bezeichnung Anwendung.
Davon abgeleitet wird der Begriff amphibisch zur Charakterisierung von Fahrzeugen („Amphibienfahrzeug“), der Kriegsführung sowie in anderen Fällen benutzt, um darzustellen, dass sich der erläuterte Begriff sowohl auf das Wasser als auch auf das Land bezieht (amphibischer Lebensraum, amphibische Lebensweise).